# Rita ed io
Rita e io  è un album di Rita Pavone, pubblicato nel 1977.

## Descrizione
Nel 1977 Rita Pavone è protagonista del varietà del sabato sera della Rete 1 Rita ed io, coadiuvata da grandi attori come Carlo Dapporto, Carlo Campanini ed Ettore Conti, e dal compagno  Teddy Reno, concepito come omaggio all' avanspettacolo e alla rivista, ricco di gag e ospiti in studio.
Per l'occasione viene pubblicato un LP dalla RCA Italiana, contenente oltre alla sigla del programma My name is Potato, dieci brani cantati in italiano, orientati verso un pubblico di giovanissimi e ragazzi che portavano le firme di Claudio Mattone e Franco Migliacci (Ma volendo), Franca Evangelisti (Onestamente, Pomeriggio e Lo farei), ed Amedeo Minghi (Ti perdo e non vorrei).
L'album fu pubblicato nel 1978 anche per il mercato tedesco, mantenendo la stessa tracklist e le tracce cantate in italiano ma distribuito con copertina diversa e col titolo My name is potato su etichetta RCA Victor.
Dall'album furono estratti due 45 giri con la prima sigla del programma My name is potato/Ma volendo, e Siamo tutti Gian Burrasca/Pollicino e Pollicina.
L'album è stato pubblicato in un'unica edizione in vinile, e non è mai stato ristampato in CD, download digitale o sulle piattaforme streaming.

## Tracce
1. Ma Volendo
2. Ti Perdo E Non Vorrei
3. Onestamente
4. Pomeriggio
5. Dimmi se non è un'idea
6. My Name Is Potato
7. Pollicino e Pollicina
8. Viva Evviva!! (Si Va Be...)
9. La Pastasciutta Del Re
10. Lo Farei
11. Siamo tutti Gian Burrasca

## Formazione
- Rita Pavone - voce
- Maurizio Fabrizio - arrangiamenti orchestra (tracce 1-5, 8, 10)
- Franco Micalizzi - arrangiamenti orchestra (tracce 6-7, 9, 11)
- Coro di Nora Orlandi - cori
- Coro di Paola Orlandi - cori
- I Bambini di Ninny Comolli - cori